# Javier Chamorro
Javier Chamorro Rodríguez (León, 14 de noviembre de 1969) es un abogado y un expolítico español de orientación leonesista. Fue secretario general de la Unión del Pueblo Leonés hasta que presentó la renuncia y convocó un consejo general.
Aunque nacido en León, su familia procede de Sena de Luna en el norte de la provincia. Es licenciado en Derecho, y procurador de los tribunales.
Ha sido concejal de la Unión del Pueblo Leonés (UPL) en el ayuntamiento de León desde 1999. Gracias al pacto de gobierno entre el Partido Popular y UPL fue nombrado concejal de Transportes y Protección civil durante el mandato de Mario Amilivia. En la siguiente legislatura, UPL dio su apoyo al PSOE. Durante el mandato del socialista Francisco Fernández en el ayuntamiento de León, fue designado concejal de Obras y, después de la marcha de Rodríguez de Francisco de UPL (de la que había sido fundador y antiguo líder), pasó a ser el portavoz de la formación en el ayuntamiento, siendo nombrado primer teniente de alcalde. Tras la moción de censura entre el popular Mario Amilivia y el nuevo partido creado por José María Rodríguez de Francisco el 3 de diciembre de 2004, pasó a ser el portavoz de UPL en la oposición. 
Fue nombrado, por unanimidad, candidato a la alcaldía de León en noviembre de 2006 por el comité ejecutivo de UPL. En las elecciones municipales su partido obtuvo tres concejales, lo que le dio la llave de la gobernabilidad del ayuntamiento. A pesar de las ofertas populares, cuyo secretario regional llegó a ofrecer, según declararon los leonesistas, la salida de Mario Amilivia del Ayuntamiento de León y la alcaldía al propio Chamorro, este optó porque fuera el comité ejecutivo de su partido el que decidiera con quién se pactaba. El comité ejecutivo decidió pactar con el PSOE, con lo que Francisco Fernández fue elegido de nuevo alcalde de León. Con la constitución del nuevo equipo de gobierno del ayuntamiento de León, Javier Chamorro fue designado vicealcalde de León. Hasta las elecciones municipales del 2011 en que el PP recuperó la alcaldía de León.
Chamorro fue elegido presidente de la UPL en el VIII Congreso de la formación, celebrado en noviembre de 2007, sucediendo a Melchor Moreno, que pasó a desempeñar el cargo de secretario general.